# هيلين سميث (مبارزة بالسيف)
هيلين سميث (بالإنجليزية: Helen Smith)‏ هي مبارزة بالسيف أسترالية، ولدت في 31 يوليو 1953 في Tawonga ‏ في أستراليا.

## وصلات خارجية
- هيلين سميث على موقع اللجنة الأولمبية الدولية (الإنجليزية)
- هيلين سميث على موقع أوليمبيديا (الإنجليزية)
- هيلين سميث على موقع اللجنة الأولمبية الأسترالية (الإنجليزية)